# Parmenonta insularis
Parmenonta insularis là một loài bọ cánh cứng trong họ Cerambycidae.